# Eudicella euthalia
Eudicella euthalia es una especie de escarabajo coprófago del género Eudicella, subfamilia, Scarabaeinae, orden Coleoptera. Fue descrita por Bates en 1881.

## Descripción
Mide 25-45 mm de longitud.

## Distribución
Especie originaria de la región afrotropical. Se distribuye por Tanzania, Ruanda, Malaui y Zimbabue.